# Weldebräu
 (mai 2021).
Si vous disposez d'ouvrages ou d'articles de référence ou si vous connaissez des sites web de qualité traitant du thème abordé ici, merci de compléter l'article en donnant les références utiles à sa vérifiabilité et en les liant à la section « Notes et références ».
Weldebräu est une brasserie à Plankstadt, dans le Land de Bade-Wurtemberg.

## Histoire
L'électeur Carl Theodor donne en 1752 au maître brasseur Heinrich Joos la licence de brassage. Joos construit une résidence et une brasserie à Schwetzingen. On ne sait rien du début. À partir de 1846, la brasserie est dirigée par le maître brasseur Heinrich Seitz et le restaurant Grünes Laub est un restaurant renommé dans toute la région. Heinrich et Anna Seitz cèdent la maison à leur fils Georg, décédé en 1885. En 1888, sa veuve Barbara épouse le maître brasseur Johann Welde. Leur fils Bernhard meurt pendant la Première Guerre mondiale en France. Après la mort de Johann Welde en 1917, sa veuve continue avec la fille Elisabeth la brasserie et la distribution. En 1919, Elisabeth épouse le jeune maître brasseur Hans Hirsch. Il agrandit la brasserie de 1934 à 1935. Le fils meurt pendant la Seconde Guerre mondiale en Afrique. La fille Bärbel épouse Wilhelm Spielmann en 1950. Hans Hirsch décède en 1959. Pendant des décennies, le blason de la famille Hirsch figure à sa mémoire sur les étiquettes de bouteilles et les sous-bocks de bière de la brasserie. Wilhelm Spielmann succède à la mort de Hirsch, qui était le seul dirigeant de la société. Comme l'élargissement n'est pas possible, le nouveau bâtiment de l'embouteillage en 1971 et en 1981 la brasserie sont bâtis dans la commune voisine de Plankstadt. La petite brasserie se transforme en une brasserie privée moderne avec une gamme de bières variée.
En 2002, Weldebräu reprend la majorité du capital de la brasserie insolvable Palmbräu. À l'été 2008, les ventes sont sous-traitées à une nouvelle société, la Palmbräu Eppingen GmbH, propriété de Weldebräu. Depuis avril 2009, Palmbräu appartient à la brasserie Pforzheim.
En 2017, la société mère Welde démolit le site fondateur historique de la brasserie à Schwetzingen, créant ainsi un espace pour un nouveau bâtiment. En juin 2019, le "Welde Brauhaus" ouvre une nouvelle auberge gérée par la brasserie elle-même.